# Grande Comissão

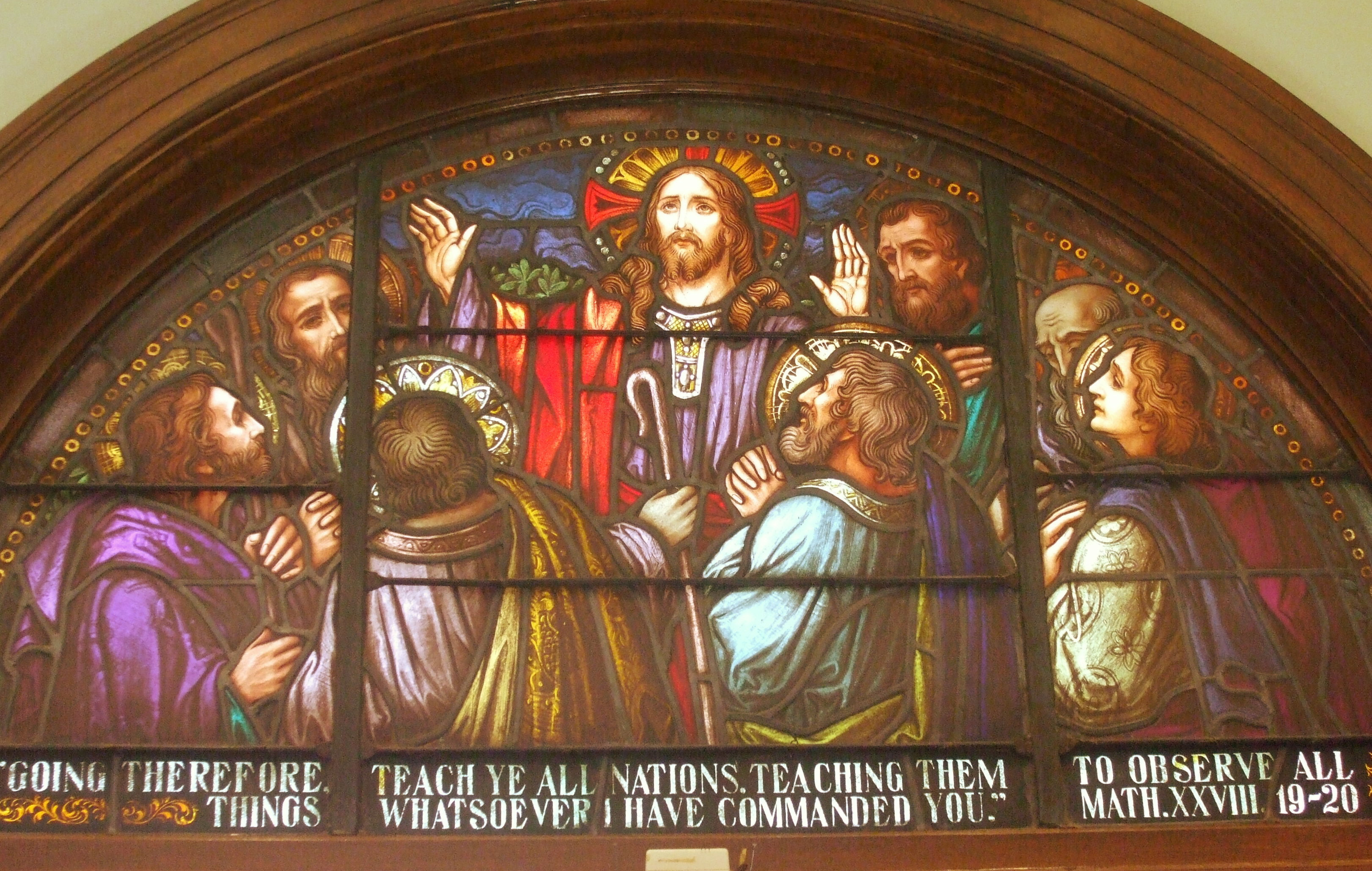
A Grande Comissão
Vitral na Catedral de Saint Patrick, em El Paso.

A Grande Comissão, na tradição cristã, foi a última instrução dada por Jesus ressuscitado aos seus discípulos, a fim de que eles espalhassem seus ensinamentos para todas as nações do mundo. Ela se tornou um ponto chave da teologia cristã sobre o trabalho missionário, o evangelismo e o batismo. Dentre as visões escatológicas cristãs, os preteristas acreditam que a "Grande Comissão" e outras profecias bíblicas foram realizadas no século I d.C., enquanto que os futuristas acreditam que esta profecia bíblica será realizada na segunda vinda de Cristo.
A mais famosa versão da "Grande Comissão" está em Mateus 28:16–20, na qual Jesus, a partir de uma montanha na Galileia, clama a seus seguidores que batizem todas as nações em nome do Pai, do Filho e do Espírito Santo. 
| “ | Jesus, aproximando-se, disse-lhes: Foi-me dado todo o poder no céu e na terra. Ide, pois, e fazei discípulos de todas as nações, batizando-as em o nome do Pai e do Filho e do Espírito Santo; instruindo-as a observar todas as coisas que vos tenho mandado. Eis que eu estou convosco todos os dias até o fim do mundo. | ” |
|   | — Mateus 28:18–20. |   |

A Grande Comissão não deve ser confundida com uma comissão menor, anterior, na qual Jesus convoca os "doze" para segui-lo como apóstolos.

## Etimologia
Não se sabe quem cunhou o termo "Grande Comissão", no entanto, o termo foi popularizado pelo missionário inglês Hudson Taylor.

Estudiosos, como Eduard Riggenbach (em "Der Trinitarische Taufbefel") e J.H. Oldham et al (em "The Missionary Motive") afirmam que mesmo este conceito não existia até pelo menos o ano de 1600 e que Mateus 28:18-20 era tradicionalmente interpretado como tendo sido endereçado apenas para os discípulos de Jesus que então viviam próximo a ele (por volta de 500, acredita-se) e que o pedido foi por eles realizado. Não havia uma obrigação contínua para que as gerações seguintes mantivessem o ímpeto ali proposto.

## Relatos no Novo Testamento

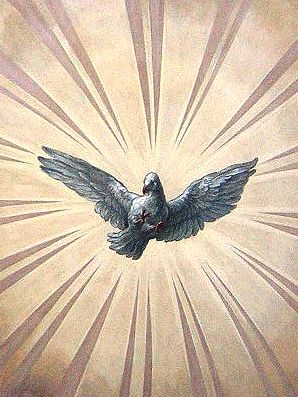
"Prometendo o Paracleto"
Afresco na Karlskirche, em Viena.

Mateus também relata uma "Comissão Menor" anterior, apenas para os doze, em Mateus 10:5–42, direcionada apenas para as "ovelhas perdidas da casa de Israel" e realizada ainda durante a vida mortal de Jesus. Nela, Jesus profere uma de suas mais famosas frases, "Não vim trazer a paz, mas a espada".
Em Lucas (Lucas 24:44–49), Jesus diz que todas as pessoas serão chamadas a se arrepender e pede aos seus discípulos que esperem em Jerusalém até que lhes seja investido o poder, o que presumivelmente aconteceu durante o Pentecostes, nos Atos dos Apóstolos (Atos 1:4–8). Lucas também relata Jesus enviando discípulos durante o seu ministério para todas as nações e dando-lhes o poder sobre os demônios. Em João, Jesus promete enviar-lhes o Paracleto, o que é talvez o que ocorre em João 20:19–23. 
Por fim, ela aparece ainda em Marcos 16:14–18, trecho que, segundo a crítica textual e o Jesus Seminar (veja Final de Marcos), não existe nos dois mais antigos manuscritos gregos do Novo Testamento, o Codex Vaticanus e o Codex Sinaiticus. De acordo com os eles, em Marcos Jesus jamais fala aos seus discípulos após a sua ressurreição, argumentando que o evangelho original de Marcos terminaria no verso Marcos 16:8, com as mulheres deixando a tumba. Veja também Marcos 16.

## Interpretações
A comissão de Jesus tem sido interpretada por cristãos evangélicos como significando que seus seguidores tem o dever de ensinar, pregar e batizar. Ainda que o comando tenha inicialmente sido dado diretamente para os discípulos, a teologia cristã evangélica tem tipicamente interpretado a comissão como uma diretiva para todos os cristãos, de todas as épocas e lugares, particularmente por que ela parece ser uma reafirmação (ou uma passagem adiante) da última parte da aliança de Deus com Abraão em Gênesis 12:3.
Alguns (veja Preterismo) acreditam que a Grande Comissão já foi realizada, baseando-se principalmente nos versículos «Eles partiram e pregaram em toda a parte» (Marcos 16:20), «... do Evangelho que ouvistes, e que foi pregado a toda a criatura debaixo do céu...» (Colossenses 1:23) e «Agora ao que é poderoso para vos confirmar, segundo o meu Evangelho e a pregação de Jesus Cristo, conforme a revelação do mistério guardado em silêncio durante os tempos eternos, mas manifestado agora e, por meio das Escrituras proféticas segundo o mandamento do Deus eterno, dado a conhecer a todas as nações para obediência da fé» (Colossenses 1:23). 
A Enciclopédia Judaica afirma que:
| “ | R. Emden, numa admirável apologia ao cristianismo no apêndice de "Seder 'Olam" (pp. 32b–34b, Hamburgo, 1752), opina que a intenção original de Jesus e, especialmente, de Paulo era converter apenas os gentios para as sete leis morais de Noé e deixar os judeus seguindo a Lei Mosaica - o que explicaria a aparente contradição no Novo Testamento sobre a as leis de Moisés e o Sabbath. | ” |

Em Mateus 28:19, a "Grande Comissão" declara uma fórmula trinitária que ainda hoje é bastante discutida pelos estudiosos.